# Треньяго
Треньяго, Треньяґо (італ. Tregnago, вен. Tregnago) — муніципалітет в Італії, у регіоні Венето,  провінція Верона.
Треньяго розташоване на відстані близько 420 км на північ від Рима, 95 км на захід від Венеції, 17 км на північний схід від Верони.
Населення — 4930 осіб (2014).
Щорічний фестиваль відбувається 11 листопада. Покровитель — святий Мартин.

## Демографія
Населення за роками:

Станом на 1 січня 2023 року в муніципалітеті офіційно проживало 380 іноземців з 35 країн, серед них 94 громадяни країн Євросоюзу та 6 громадян України.

## Сусідні муніципалітети
- Бадія-Калавена
- Каццано-ді-Трамінья
- Іллазі
- Меццане-ді-Сотто
- Сан-Джованні-Іларіоне
- Сан-Мауро-ді-Саліне
- Верона
- Вестенанова